# Boleophthalmus
Boleophthalmus je  rod riba iz porodice Gobiidae. Pripada mu 5 vrsta iz Indijskog oceana i zapadnog Pacifika.

## Vrste
1. Boleophthalmus birdsongi Murdy, 1989
2. Boleophthalmus boddarti (Pallas, 1770)
3. Boleophthalmus caeruleomaculatus McCulloch & Waite, 1918
4. Boleophthalmus dussumieri Valenciennes, 1837
5. Boleophthalmus pectinirostris (Linnaeus, 1758)
6. Boleophthalmus poti Polgar, Jaafar & Konstantinidis, 2013